# F.L.Y.
F.L.Y. var en lettisk musikgruppe, som blev dannet i forbindelse med Eurovision Song Contest 2003, hvor Letland selv var værtsnation. Gruppen blev dannet af Mārtiņš Freimanis, Lauris Reiniks og Yana Kay, som hver især i forvejen var kæmpestore navne i hjemlandet. Freimanis og Reiniks skrev sangen "Hello from Mars", som af bookmakerne blev spået til en topplacering, men som på chokerende vis kun fik sølle 5 point fra Estland og en 24. plads, på selve aftenen. F.L.Y. gik derefter i opløsning. 

## Medlemmer
- Mārtiņš Freimanis
- Lauris Reiniks
- Yana Kay